# 栗田穰崇
栗田穰崇（日语：／ Kurita Shigetaka，1972年5月9日—），又譯做「栗田重隆」、「谷田重孝」，日本岐阜縣出世，是一位界面设计师，Emoji发明者。如今是KADOKAWA旗下多玩國的一员。

## 生平
1995年从日本專修大學经济学部毕业，同年担任NTT DOCOMO内容开发部长。
2015年3月担任多玩國执行官。2017年7月任大百科新闻社董事，同年10月担任多玩國董事，同年12月就任旗下视频网站niconico运营责任者。
2018年6月20日至2019年2月担任角川多玩国董事，同年12月担任株式会社CUSTOM CAST董事。2019年2月担任株式会社多玩国高级常务董事。

## 发明emoji
1998至1999年间，当时在手机公司NTT DOCOMO，为即将推出的i-mode工作的栗田穰崇，使用12x12像素的网格设计了一套176个表情符号，这些表情最终引导了全球通过短信使用象形图像传达思想的趋势。为了制作这些表情符号，栗田穰崇自日本漫画、汉字、街道标志等处获得了灵感。
纽约現代藝術博物館将原版emoji表情纳入收藏。

## 其他
- 曾在MediaWorks出版的手机专题杂志[17]、ASCII Media Works出版的手机综合信息杂志《mobileASCII》[18]的专栏投稿。
- 曾担任网页游戏《Engage Princess（日语：エンゲージプリンセス〜眠れる姫君と夢の魔法使い〜）》总监督及开发责任者[19]。
- 曾将《碧藍航線》与自身角川集團开发的《艦隊Collection》进行对比，认为「《碧藍航線》是一個單純以艦隊為題材的偶像動作類遊戲，而《艦隊Collection》最大的魅力就是帶有日本海軍的悲哀。」[20]

## 外鏈
- くりたしげたか（eR）（栗田穰崇代表者）的X（前Twitter）